# Scottish Premier Division 1997-1998
La Scottish Premier Division 1997-1998 è stata la 101ª edizione della massima serie del campionato scozzese di calcio, disputato tra il 2 agosto 1997 e il 9 maggio 1998 e concluso con la vittoria del Celtic, al suo trentaseiesimo titolo.
Capocannoniere del torneo è stato Marco Negri (Rangers) con 32 reti.

## Stagione

### Novità
Il posto del retrocesso Raith Rovers fu preso dal St. Johnstone.

### Formula
Le 10 squadre si affrontarono in match di andata-ritorno-andata-ritorno, per un totale di 36 giornate. Venne abolito lo spareggio promozione-retrocessione riducendo di fatto le retrocessioni ad una sola compagine.

### Avvenimenti
La stagione, l'ultima con questo nome prima di divenire la Scottish Premier League, si è conclusa con il successo del Celtic sui rivali del Rangers per soli due punti. La vittoria dei Bhoys interruppe la striscia vincente dei Rangers che durava ormai da nove anni.
I Gers sono stati molto attivi sul mercato, ingaggiando gli italiani Lorenzo Amoruso e Marco Negri (pagato 3,5 mln di sterline) e lasciando partire Paul Gascoigne, direzione Middlesbrough.
Marco Negri è diventato il secondo giocatore della storia del campionato scozzese a segnare cinque gol in una partita della Premier Division, eguagliando il record di Paul Sturrock, durante un Rangeers-Dundee Utd terminato 5-1.

## Squadre partecipanti
| Club          | Stagione | Città       | Stadio             | Stagione precedente                           |
| ------------- | -------- | ----------- | ------------------ | --------------------------------------------- |
| Aberdeen      | dettagli | Aberdeen    | Pittodrie Stadium  | 6º posto in Scottish Premier Division         |
| Celtic        | dettagli | Glasgow     | Celtic Park        | 2º posto in Scottish Premier Division         |
| Dundee Utd    | dettagli | Dundee      | Tannadice Park     | 3º posto in Scottish Premier Division         |
| Dunfermline   | dettagli | Dunfermline | East End Park      | 5º posto in Scottish Premier Division         |
| Hearts        | dettagli | Edimburgo   | Tynecastle Stadium | 4º posto in Scottish Premier Division         |
| Hibernian     | dettagli | Edimburgo   | Easter Road        | 9º posto in Scottish Premier Division         |
| Kilmarnock    | dettagli | Kilmarnock  | Rugby Park         | 7º posto in Scottish Premier Division         |
| Motherwell    | dettagli | Motherwell  | Fir Park           | 8º posto in Scottish Premier Division         |
| Rangers       | dettagli | Glasgow     | Ibrox Stadium      | 1º posto in Scottish Premier Division         |
| St. Johnstone | dettagli | Perth       | McDiarmid Park     | 1º posto in Scottish First Division, promosso |

## Classifica finale
Fonte:
|       | Pos. | Squadra       | Pt | G  | V  | N  | P  | GF | GS | DR  |
| ----- | ---- | ------------- | -- | -- | -- | -- | -- | -- | -- | --- |
|       | 1.   | Celtic        | 74 | 36 | 22 | 8  | 6  | 64 | 24 | +40 |
|       | 2.   | Rangers       | 72 | 36 | 21 | 9  | 6  | 76 | 38 | +38 |
| [ 6 ] | 3.   | Hearts        | 67 | 36 | 19 | 10 | 7  | 70 | 46 | +24 |
|       | 4.   | Kilmarnock    | 50 | 36 | 13 | 11 | 12 | 40 | 52 | -12 |
|       | 5.   | St. Johnstone | 48 | 36 | 13 | 9  | 14 | 38 | 42 | -4  |
|       | 6.   | Aberdeen      | 39 | 36 | 9  | 12 | 15 | 39 | 53 | -14 |
|       | 7.   | Dundee Utd    | 37 | 36 | 8  | 13 | 15 | 43 | 51 | -8  |
|       | 8.   | Dunfermline   | 37 | 36 | 8  | 13 | 15 | 43 | 68 | -25 |
|       | 9.   | Motherwell    | 34 | 36 | 9  | 7  | 20 | 46 | 64 | -18 |
|       | 10.  | Hibernian     | 30 | 36 | 6  | 12 | 18 | 38 | 59 | -21 |

Legenda:
      Campione di Scozia e qualificata in UEFA Champions League 1998-1999.
      Qualificata alla Coppa delle Coppe 1998-1999.
      Qualificata alla Coppa UEFA 1998-1999.
      Retrocesso in Scottish First Division 1998-1999.
Regolamento:
Tre punti a vittoria, uno a pareggio, zero a sconfitta.
A parità di punti, le posizioni in classifica venivano determinate sulla base della differenza reti.

## Statistiche

### Squadre

#### Capoliste solitarie
|    | ——      | ——      | ——      | ——      | ——      | —— | —— | ——  | ——     | ——     | ——  | ——     | ——     | ——     | ——     | ——     | ——      | ——      | ——      | ——      | ——      | ——  | ——  | ——  | ——  | ——     | ——     | ——     | ——     | ——     | ——  | ——     | ——     | ——     | ——     | —— |  |
|    | Rangers | Rangers | Rangers | Rangers | Rangers |    |    | Ran | Celtic | Celtic |     | Hearts | Hearts | Hearts | Hearts | Hearts | Rangers | Rangers | Rangers | Rangers | Rangers |     |     |     |     | Celtic | Celtic | Celtic | Celtic | Celtic |     | Celtic | Celtic | Celtic | Celtic |    |  |
|    |         |         |         |         |         |    |    |     |        |        |     |        |        |        |        |        |         |         |         |         |         |     |     |     |     |        |        |        |        |        |     |        |        |        |        |    |  |
|    |         |         |         |         |         |    |    |     |        |        |     |        |        |        |        |        |         |         |         |         |         |     |     |     |     |        |        |        |        |        |     |        |        |        |        |    |  |
| 1ª | 2ª      | 3ª      | 4ª      | 5ª      | 6ª      | 7ª | 8ª | 9ª  | 10ª    | 11ª    | 12ª | 13ª    | 14ª    | 15ª    | 16ª    | 17ª    | 18ª     | 19ª     | 20ª     | 21ª     | 22ª     | 23ª | 24ª | 25ª | 26ª | 27ª    | 28ª    | 29ª    | 30ª    | 31ª    | 32ª | 33ª    | 34ª    | 35ª    | 36ª    |    |  |

### Individuali

#### Classifica marcatori
| Gol |  |  | Giocatore      | Squadra              |
| --- |  |  | -------------- | -------------------- |
| 32  |  |  | Marco Negri    | Rangers              |
| 18  |  |  | Kjell Olofsson | Dundee Utd           |
| 16  |  |  | Henrik Larsson | Celtic               |
| 16  |  |  | Andy Smith     | Dunfermline Athletic |
| 14  |  |  | Tommy Coyne    | Motherwell           |
| 14  |  |  | Jim Hamilton   | Hearts               |
| 11  |  |  | Owen Coyle     | Motherwell           |
| 10  |  |  | Jörg Albertz   | Rangers              |
| 10  |  |  | Craig Burley   | Celtic               |
| 10  |  |  | Billy Dodds    | Aberdeen             |
| 10  |  |  | Simon Donnelly | Celtic               |
| 10  |  |  | Neil McCann    | Hearts               |
| 10  |  |  | George O'Boyle | St. Johnstone        |
| 10  |  |  | Paul Wright    | Kilmarnock           |